# Все ушли
«Все ушли» — российский фильм 2012 года, фильм-воспоминание. Режиссёр Георгий Параджанов определяет стиль свой картины как «магический реализм». Это попытка восстановить и войти в ту действительность, которой уже нет. «Все ушли» о жизни тбилисских армян в полумифическом Советском Союзе 60-х годов представлен как воспоминания взрослого о светлом детстве. Герой фильма пытается вернуться в детство, проведённое в старом Тбилиси, найти в прошлом ответы на вопросы своей сегодняшней жизни.
Премьера фильма состоялась на 34-м Московском международном кинофестивале в рамках конкурсной программы «Перспективы».

## Сюжет
После долгого отсутствия человек приезжает в город, где он жил в детстве после гибели родителей с бабушкой и дедушкой. Никого уже нет в живых, человек погружается в воспоминания.

## В ролях
- Автандил Махарадзе — голубятник Циса
- Арам Магакян — Гарри
- Зураб Кипшидзе — взрослый Гарри
- Лали Бадурашвили — бабушка
- Давид Двалишвили — дедушка
- Наталия Коляканова — мадам Вердо
- Медея Лордкипанидзе — Нина
- Михаил Гомиашвили — парикмахер
- Виктор Терелли

## Съёмочная группа
- Режиссёр-постановщик — Георгий Параджанов
- Оператор-постановщик — Сергей Мачильский
- Художник-постановщик — Юрий Григорович
- Художник по костюмам — Наталья Белякова, Полина Рудчик
- Звукорежиссёр — Кирилл Василенко
- Генеральный продюсер — Екатерина Филиппова
- Продюсер — Пётр Тихи

## Награды и номинации
- 2012 — XX Фестиваль российского кино «Окно в Европу»[4]:
  - Главный приз — за гуманизм и верность традициям:
  - Специальный приз жюри за лучшую операторскую работу — Сергею Мачильскому.
- 2012 — II Севастопольский международный кинофестиваль — дипломы За лучшую женскую роль Наталья Коляканова и Лали Бадурашвили[5]
- 2012 — Фестиваль «Амурская осень», Благовещенск[6]:
  - приз за Лучшую режиссёрскую работу — Георгию Параджанову;
  - приз за Лучшую операторскую работу — Сергею Мачильскому.
- 2012 — ХХ всероссийский кинофестиваль «Виват, кино России!», Санкт-Петербург — приз за Лучшую операторскую работу — Сергею Мачильскому.
- 2012 — 16 кинофестиваль «Тёмные ночи» — PÖFF,  Таллинн: Главный приз Tridents Herring  фильму «Все ушли» Георгия Параджанова[7].
- 2012 — ХХ фестиваль русского кино в Онфлёре: Приз Нижней Нормандии — фильму «Все ушли»[8].
- 2012 — премия кинокритики и кинопрессы «Белый слон» за лучший фильм-дебют[9].
- 2012 — XIII  Тбилисский международный кинофестиваль: приз за лучшую режиссуру Серебряный Прометей — Георгию Параджанову[10].
- 2013 — XI Международный фестиваль кинематографических дебютов «Дух огня», Ханты-Мансийск: приз «Цветок таежной надежды» — фильму «Все ушли»[11].
- 2013 — номинация на премию «Ника» за Лучший фильм стран СНГ и Балтии.
- 2013 — VI Чебоксарский Международный кинофестиваль — Гран-при кинофестиваля в номинации Лучший игровой фильм[12].
- 2013 — V Международный кинофестиваль имени Валентины Леонтьевой в Ульяновске — приз в номинации Лучший полнометражный фильм[13].

## Подготовка к съёмкам
Сценарий этого фильма был написан давно — 17 лет тому назад, и получил главный приз сценарного конкурса «Зеркало» имени Андрея Тарковского. Это первый полнометражный игровой фильм Георгия Параджанова. До этого режиссёр снимал документальные фильмы. Съёмкам предшествовала большая подготовительная работа. Действие в фильме происходит в 1959 году в Тбилиси. Режиссёр родился и вырос в этом городе, но от центра старого Тбилиси ничего не осталось. Работать в декорациях в павильоне режиссёр не хотел, пришлось по всему городу искать сохранившиеся объекты: дворики, магазины, лавки и т. п. Вся мебель, все предметы, вся одежда в фильме настоящие. Их собрал художник фильма Юрий Григорович по барахолкам, по людям.